# Embraer-ERJ-Familie
Die Embraer-ERJ-Familie besteht aus einer Reihe von Flugzeugtypen, die vom brasilianischen Flugzeughersteller Embraer produziert werden. Zu den Mitgliedern zählen die Regionalverkehrsflugzeuge ERJ 135 (Typ EMB-135), ERJ 140 (Typ EMB 135KL) und ERJ 145 (Typ EMB-145), wobei ERJ für „Embraer Regional Jet“ steht. Die Flugzeugfamilie gehört zu den meistproduzierten Regionalflugzeugen der Welt und ist der wohl größte Konkurrent zum Bombardier Canadair Regional Jet. Außerdem werden aus der gleichen Typenfamilie Geschäftsreiseflugzeuge (Legacy 600 und Legacy 650) sowie diverse militärische Varianten produziert.

## Geschichte

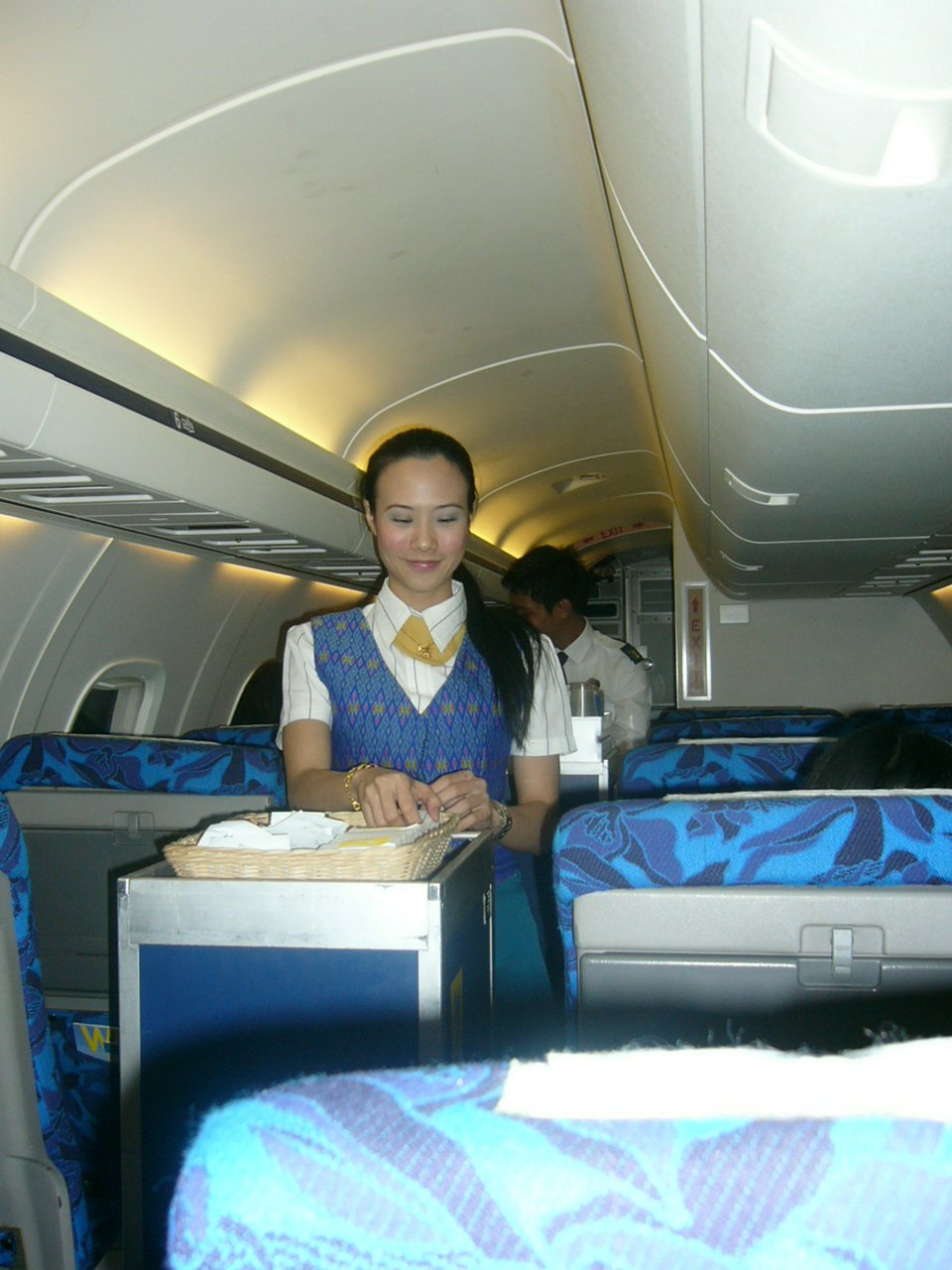
Kabine

Als Canadair 1989 mit den Planungen für seinen Regionaljet begann, wurden auch von Embraer Studien für ein Flugzeug für ungefähr 50 Passagiere unter dem Namen EMB-145 „Amazon“ angekündigt – unter anderem, weil sich abzeichnete, dass man die Entwicklung des Propfanflugzeuges Embraer/FMA CBA-123 Vector werde einstellen müssen. Zu dieser Zeit sollten die Triebwerke ähnlich wie bei dem deutschen Jet VFW 614 auf der Tragflächenoberseite montiert werden, was aber wegen der schlechten Leistungswerte schnell aufgegeben wurde. Aus Kostengründen wurde auf Winglets verzichtet und der Rumpfquerschnitt der Embraer EMB 120 bzw. der Vector beibehalten und einige bei dem letztgenannten Flugzeug entwickelte neue Technologien übernommen; der Rumpfquerschnitt ist jedoch schmaler als der des Bombardier Canadair Regional Jet. Nach beendeter Planung wurde 1993 mit dem Bau begonnen, so dass am 11. August 1995 der Erstflug erfolgte. Die erste Auslieferung an die Airlines begann im Dezember 1996. Der Markenname „Embraer Regional Jet“ wurde im Oktober 1997 eingeführt. Zur selben Zeit erfolgte der Beginn der Planungen für die eng verwandten Muster Embraer ERJ 140 und Embraer ERJ 135.
Im November 2007 gab Embraer bekannt, dass das 1000. Flugzeug aus der ERJ-Baureihe an Kunden ausgeliefert wurde. Zwischen 2003 und 2016 wurden mindestens 40 ERJ 145 von der chinesischen Harbin Embraer Aircraft Industry Company, einem Joint Venture zwischen Embraer und der Harbin Aircraft Industry Group, endmontiert. Die Flugzeuge waren ausschließlich für chinesische Fluggesellschaften bestimmt. 2020 wurde die Produktion der Embraer-ERJ-Familie eingestellt.

## Kommunalität
Ausgehend vom Grundmodell ERJ 145 sind die anderen Modelle dieser Familie lediglich Derivate, ähnlich wie beim Familienkonzept bei Airbus. Der Rumpf ist weitgehend gleich zu dem deutlich kleineren Turboprop-Flugzeug Embraer EMB 120. Die ERJ 140 besitzt zu ihren beiden Geschwistern jeweils eine Rumpfgleichheit von 95 %.

## Versionen

### ERJ 135

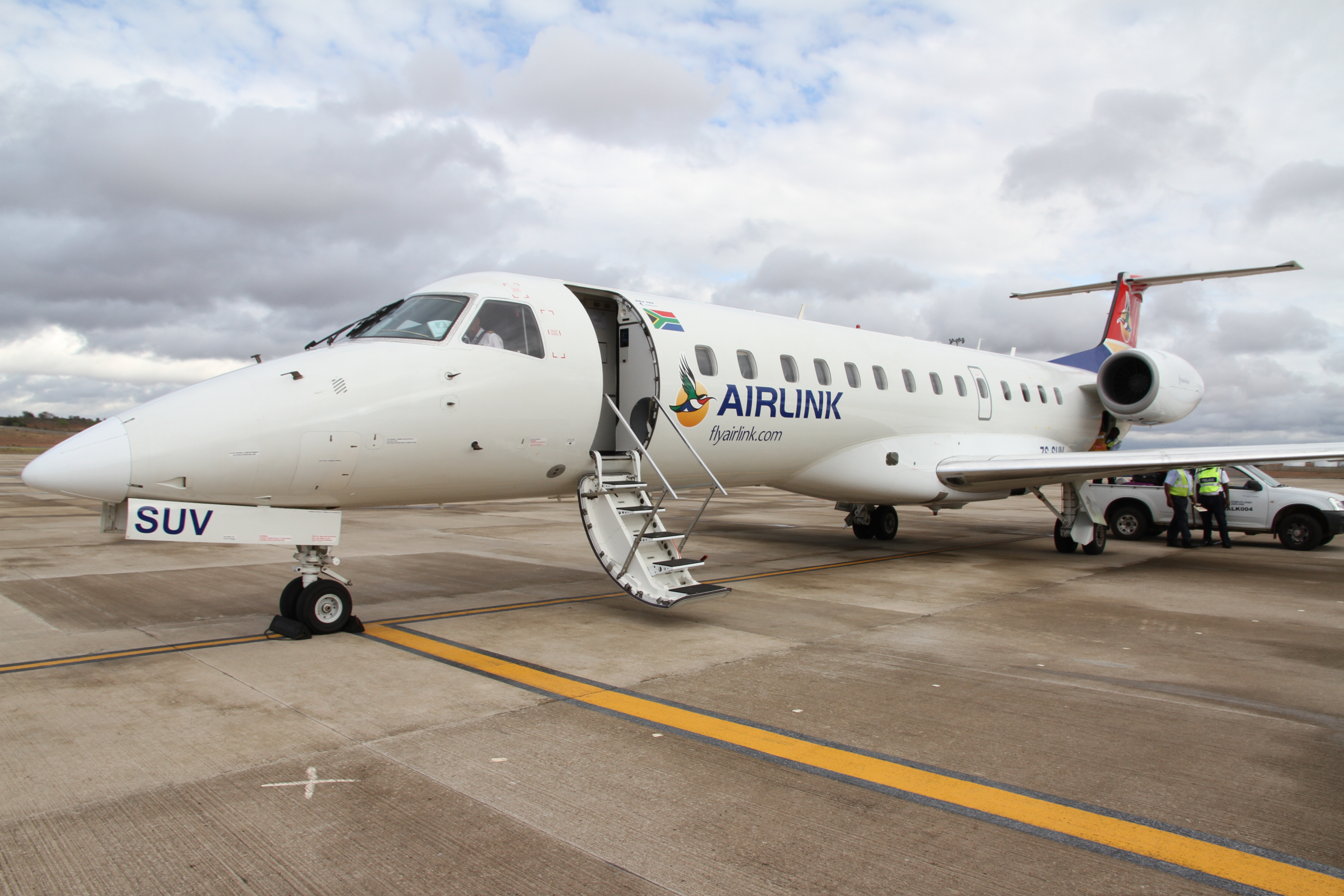
Embraer ERJ 135-LR der südafrikanischen Airline Airlink am Flughafen Mswati III. in Eswatini

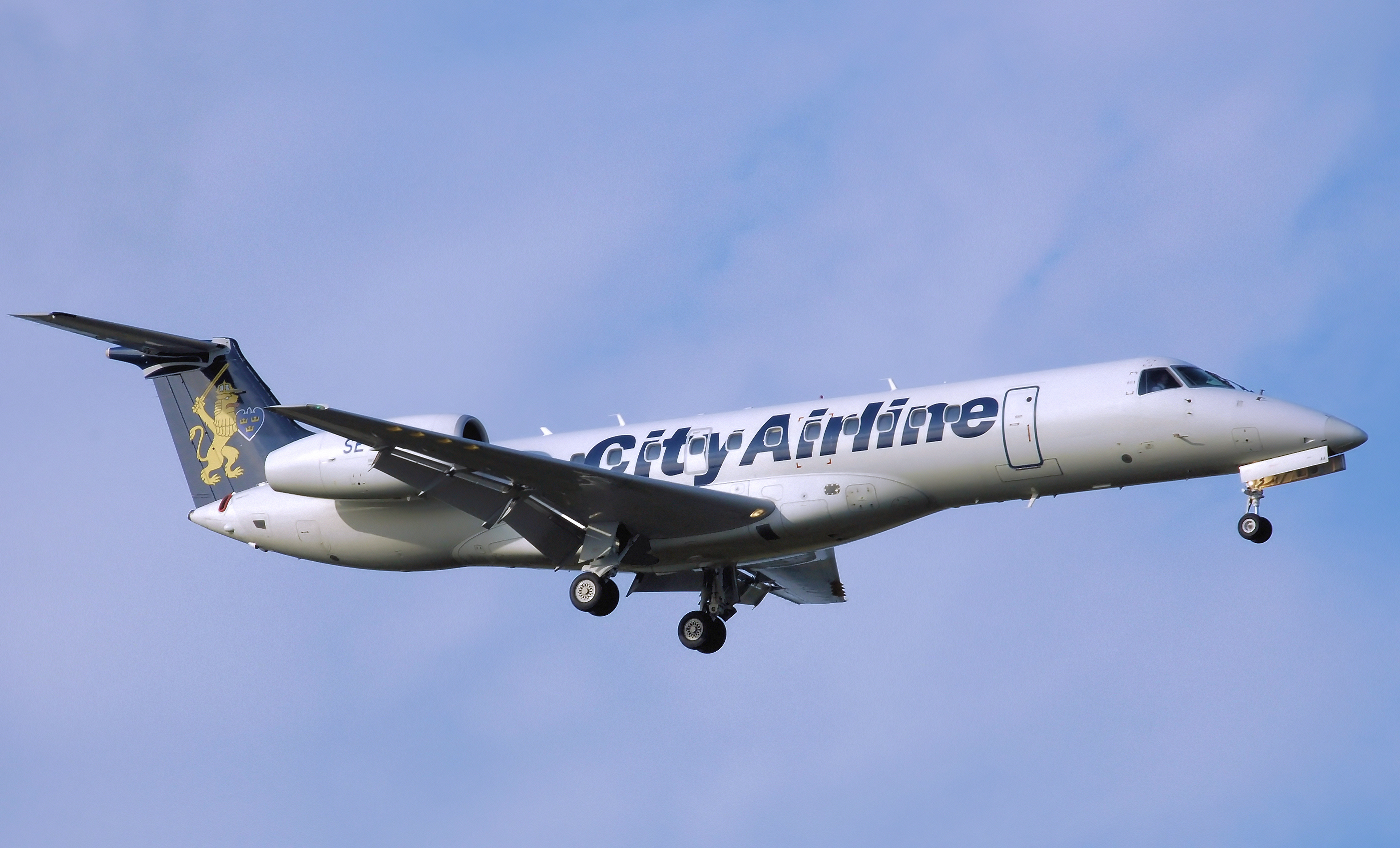
Embraer ERJ-135

Die Geschichte der ERJ-135 begann 1989 mit dem Beginn der Planung für die Baureihe. Der Baubeginn für die ERJ 135 war allerdings erst im September 1997 und nach dem Jungfernflug am 4. Juli 1998 erfolgte die erste Auslieferung im September 1999.
Der Rumpf weist große Ähnlichkeiten mit der Embraer EMB 120 auf und ist gegenüber dem Standardmuster ERJ 145 um 3,54 m kürzer. In der Kabine haben 37 Passagiere Platz. Das Muster ist mit bisher 123 bestellten Exemplaren (Stand 31. März 2005) recht erfolgreich – nicht zuletzt, da es in diesem Segment nach dem Konkurs von Dornier, die als Konkurrenzmodell die 328JET angeboten hatten, fast konkurrenzlos ist.

### ERJ 140

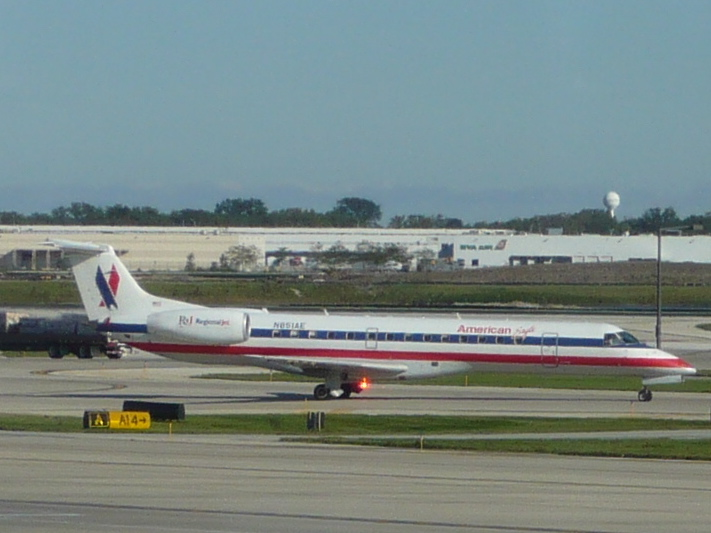
American Eagle Airlines ERJ 140

Das Programm der ERJ 140 begann im September 1999 und der Jungfernflug der ERJ 140 erfolgte am 27. Juni 2000. Die erste Auslieferung folgte im späten Juli 2001 an die US-amerikanische Fluggesellschaft American Eagle Airlines, für die das Flugzeug maßgeschneidert wurde.
Die ERJ-140 liegt in ihrer Größe genau zwischen den beiden eng verwandten Baureihen Embraer ERJ 135 und Embraer ERJ 145. Der Hauptunterschied zur ERJ 135 besteht in dem um 2,2 m verlängerten Rumpf. Bis zum 31. März 2005 lagen 94 feste Bestellungen für die ERJ 140 vor. Dieser Flugzeugtyp wurde firmenintern unter der Bezeichnung EMB 135KL geführt und ebenso bei der amerikanischen Luftfahrtbehörde registriert.
Die ERJ 140 steht in direkter Konkurrenz zur Bombardier CRJ440.

### ERJ 145

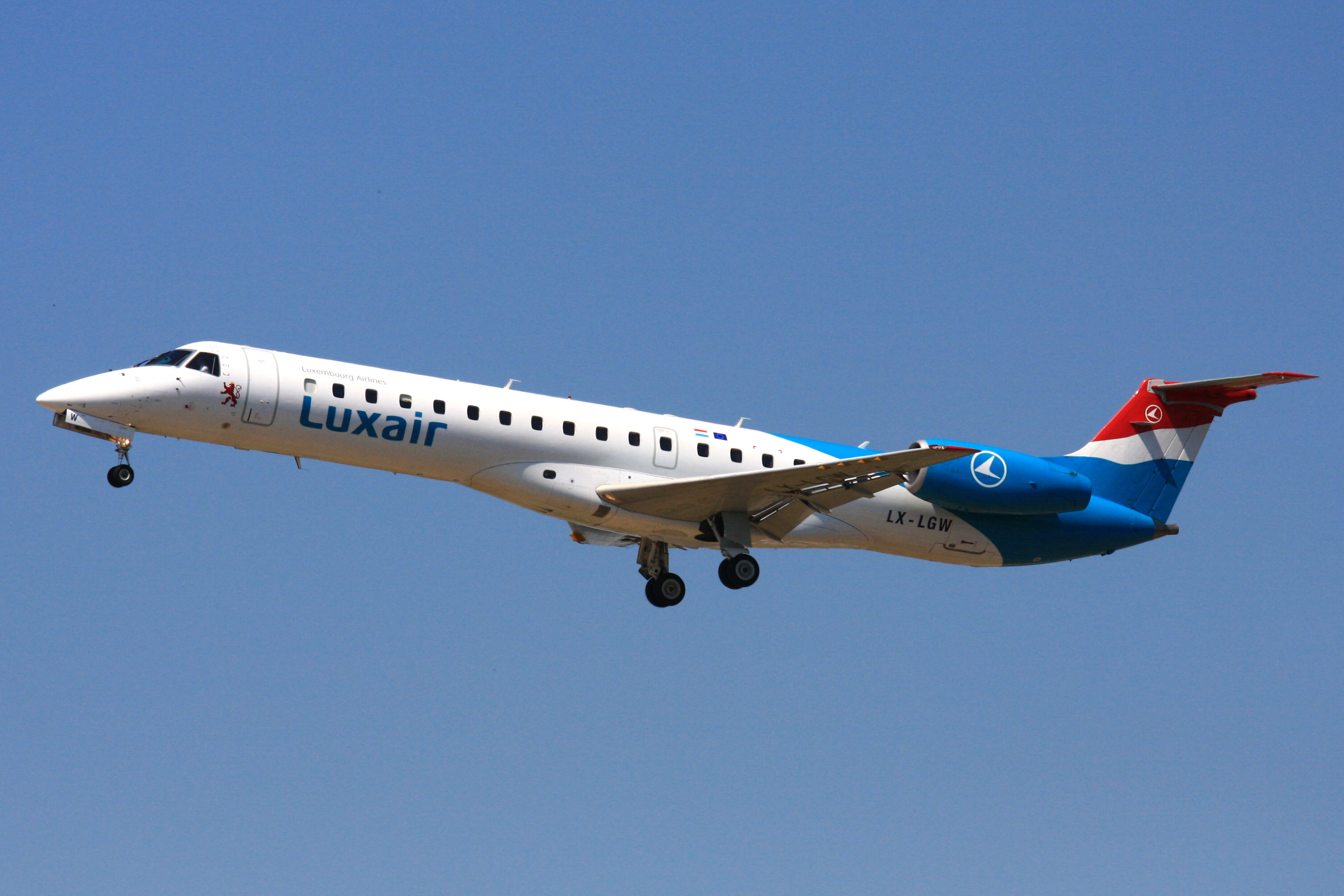
Embraer ERJ 145 der Luxair

Das Projekt wurde erstmals 1989 unter dem Namen EMB-145 „Amazon“ angekündigt. Nach der Planung wurde ab 1993 mit dem Bau begonnen, so dass am 11. August 1995 der Jungfernflug erfolgte. Am 27. Dezember 1996 wurde die erste EMB 145 ausgeliefert. Am 29. Juni 2001 erfolgte der Jungfernflug der ERJ 145 XR. Diese wurde für eine erhöhte Reichweite mit zusätzlichen Tanks und Winglets ausgestattet.
Die Passagierkabine hat eine Innenbreite von nur 2,10 m, die Sitzreihen haben daher je drei Sitze, zwei Sitze rechts und einer links des Mittelgangs. Das Muster ist mit 682 festen Aufträgen (Stand: 31. März 2005) äußerst erfolgreich und steht in direkter Konkurrenz zum Bombardier Canadair Regional Jet.

### Legacy 600/650

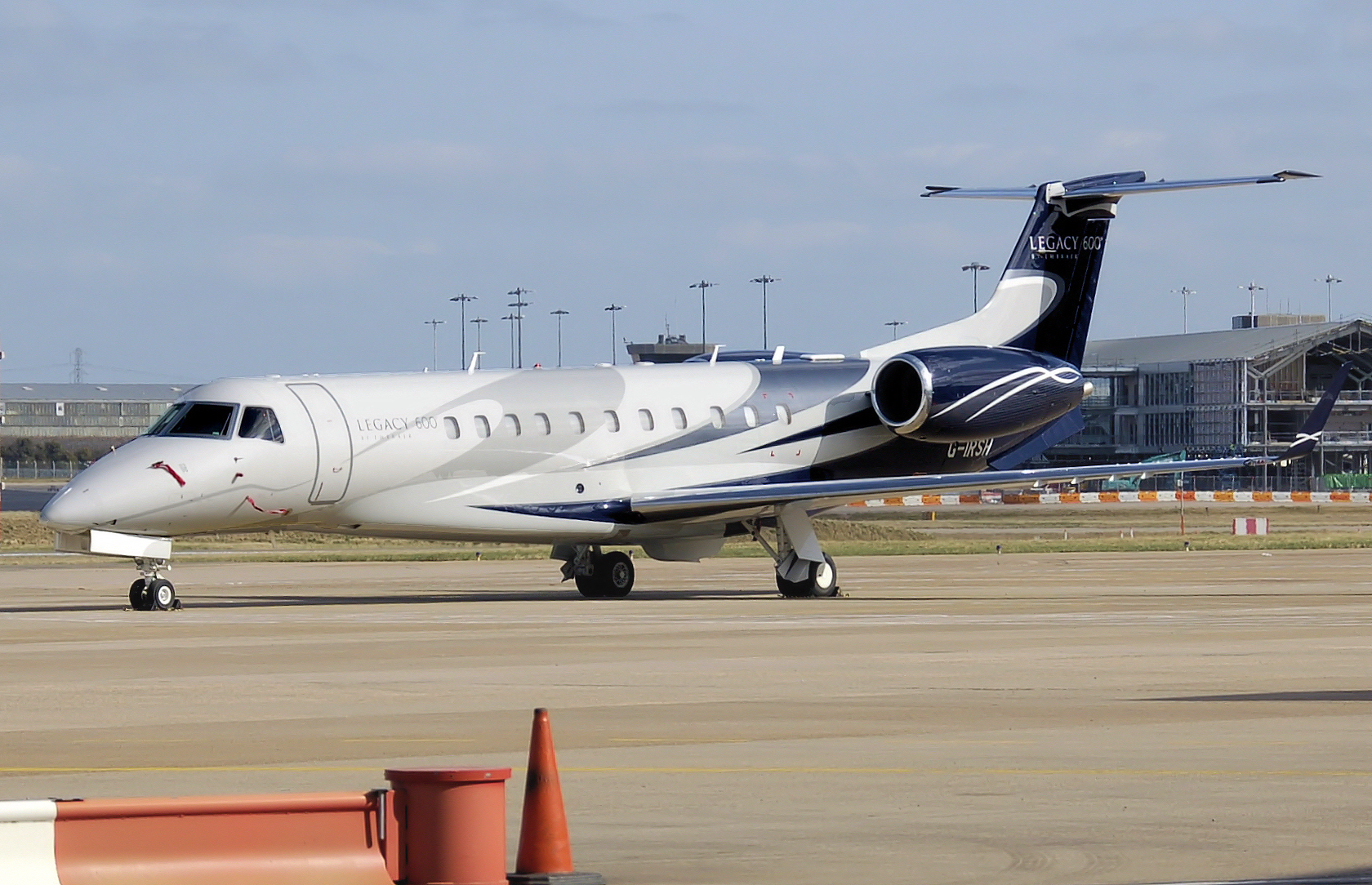
Legacy 600

Die Embraer Legacy 600 ist eine Business-Jet-Variante der EMB-135.

## Militärische Varianten

### EMB 145 AEW&C

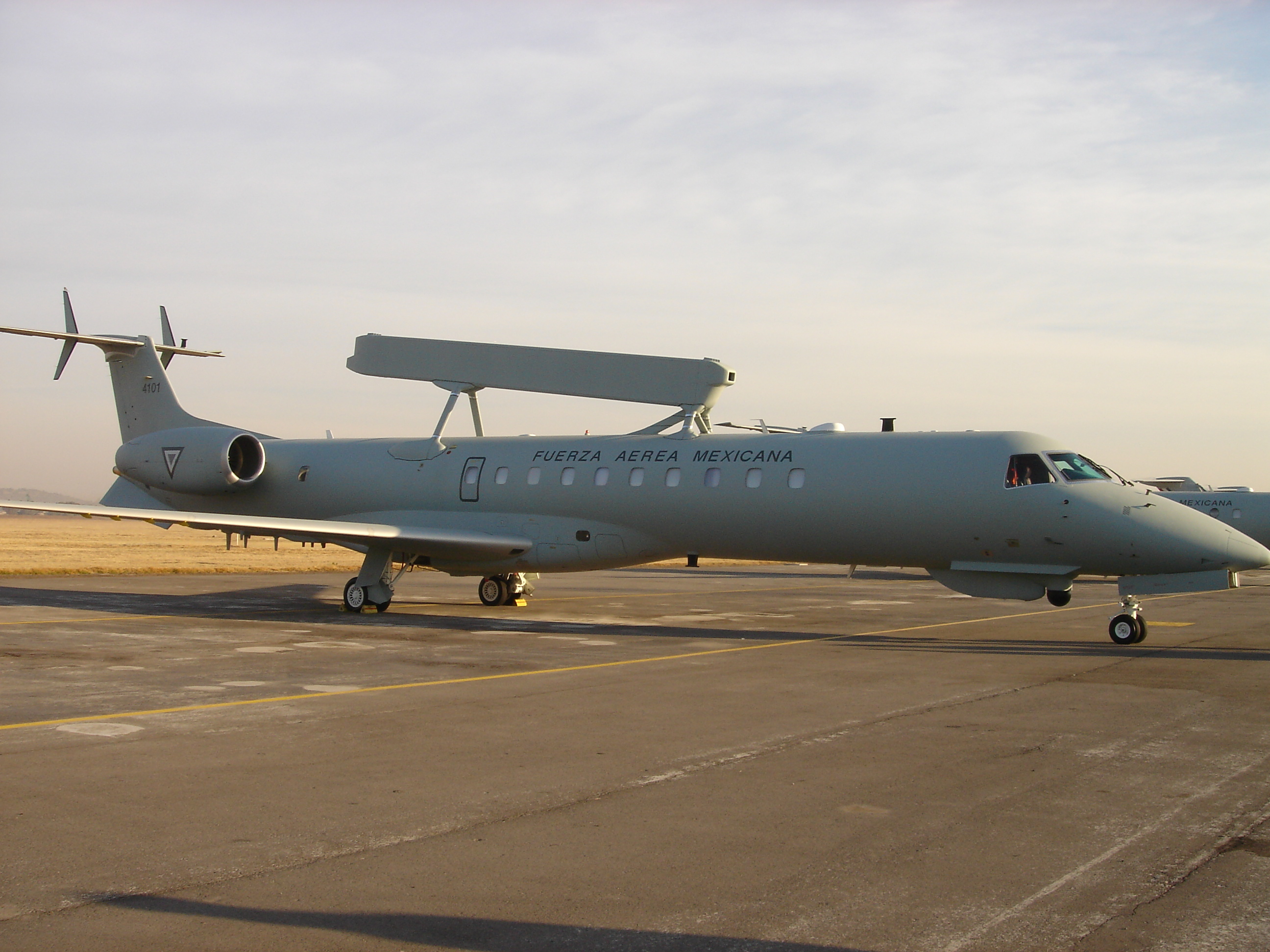
Embraer EMB-145AEW&C am Flughafen Santa Lucia

Bei der EMB-145 AEW&C handelt es sich um ein mit einem AESA Hochleistungsradar Saab Erieye ausgestattetes Aufklärungsflugzeug ähnlich den AWACS, ist jedoch deutlich kleiner und damit preisgünstiger zu betreiben. Erkennbar ist es an der längs auf dem Rumpf montierten Radarantenne. Der Zusatz AEW&C steht für Airborne Early Warning and Control. Die militärische Typenbezeichnung in Brasilien lautet E-99A (bzw. nach Modernisierung E-99M). Der Erstflug erfolgte am 22. Mai 1999 und das erste modernisierte Flugzeug wurde im Jahr 2000 fertiggestellt.
Derzeit nutzen Mexiko (1 × EMB-145SA), die griechische (4 × EMB-145H) und die brasilianische Luftwaffe (5 × EMB-145) dieses Flugzeug, letztere auch unter anderem zur Überwachung des Amazonasgebiets im Rahmen des sogenannten SIVAM-Projekts.
Indien unterschrieb einen ersten Vertrag für drei Flugzeuge mit der Bezeichnung EMB-145SM, von denen das erste am 6. Dezember 2011 seinen Erstflug absolvierte. Die Netra Mk.1 wurde 2017 in Dienst gestellt. Weitere sechs Netra Mk.1A mit teilweiser indischer Missionsausrüstung sind (Stand März 2025) geplant.

### EMB 145 RS/AGS

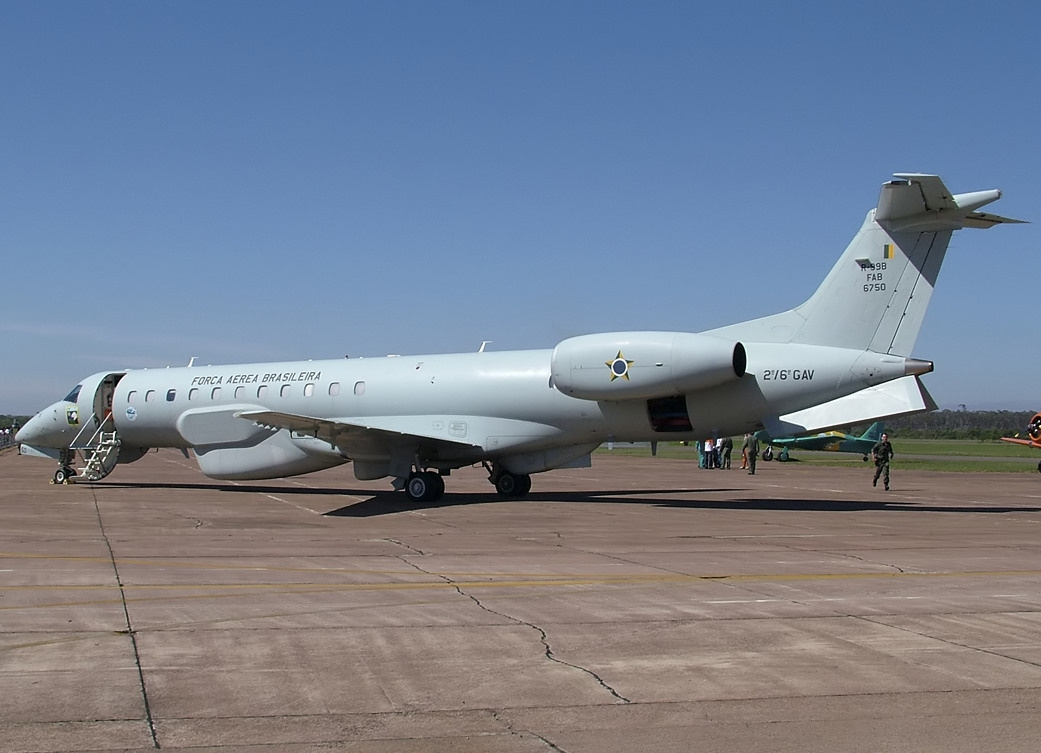
Embraer EMB-145RS am Flughafen Campo Fontenelle

Bei der EMB 145 RS/AGS handelt es sich um ein mit zahlreichen elektronischen und elektro-optischen Überwachungssystemen ausgestattetes Aufklärungsflugzeug. Erkennbar ist es an einem deutlichen Wulst unter dem Rumpf. Der Zusatz RS/AGS steht für Remote Sensing/Air to Ground Surveillance (deutsch: Fernerkundung/Luft-Boden-Überwachung). Die militärische Typenbezeichnung lautet R-99B.
Derzeit nutzt die brasilianische Luftwaffe dieses Flugzeug unter anderem zur Überwachung des Amazonasgebiets im Rahmen des sogenannten SIVAM-Projekts.

### EMB 145 MP/ASW
Bei der EMB 145 MP/ASW handelt es sich um ein speziell für die Aufklärung auf See und den Kampfeinsatz gegen U-Boote entwickeltes Flugzeug. Erkennbar ist es an einem deutlichen Wulst unter dem Rumpf, genauso wie das Schwestermodell Embraer EMB 145 RS/AGS. Der Zusatz MP/ASW steht für Marine Patrol/Anti Submarine Warfare (deutsch: Marineüberwachung/Anti-U-Bootkampf). Die militärische Typenbezeichnung lautet P99.
Derzeit nutzt die mexikanische Luftwaffe dieses Flugzeug.

## Zwischenfälle

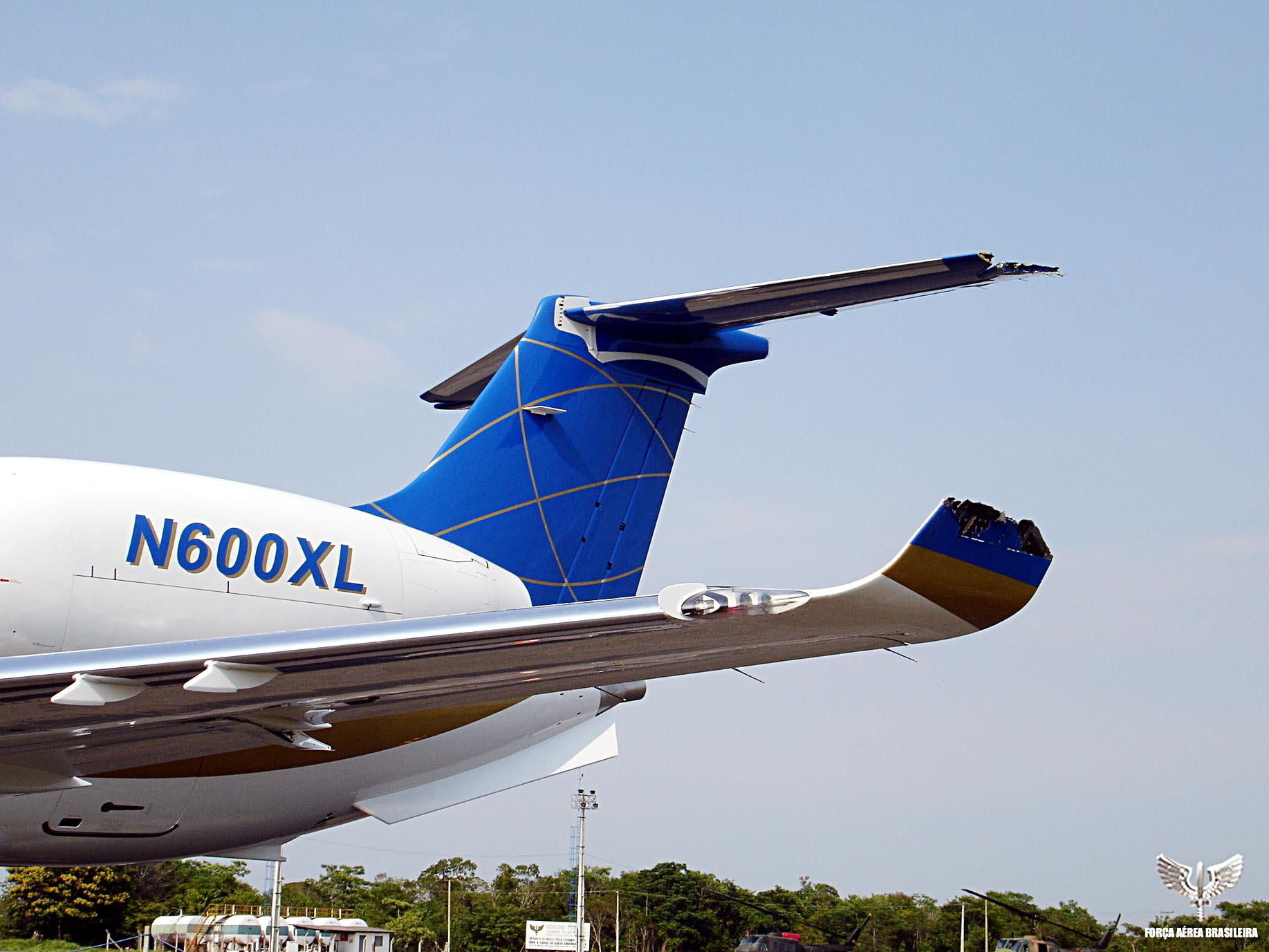
Das abgebrochene Winglet an der Legacy 600

- Am 29. September 2006 ereignete sich ein Zusammenstoß einer Embraer Legacy 600 mit einer Boeing 737-800 über dem brasilianischen Amazonasgebiet. Die Embraer verlor dabei das Winglet der linken Tragfläche sowie einen Teil des linken Höhenleitwerks, konnte jedoch auf einem Militärstützpunkt notlanden. Die Boeing stürzte durch den Zusammenstoß ab, wobei alle 154 Passagiere und Besatzungsmitglieder starben (siehe auch Gol-Transportes-Aéreos-Flug 1907).

- Am 23. August 2023 stürzte eine Embraer Legacy 600 der Gruppe Wagner über der russischen Oblast Twer ab, wobei zehn Menschen getötet wurden. Unter den Toten befanden sich laut russischen Angaben Dmitri Utkin und Jewgeni Prigoschin (siehe auch Absturz einer Embraer Legacy 600 der Gruppe Wagner).[8]

## Militärische Nutzer

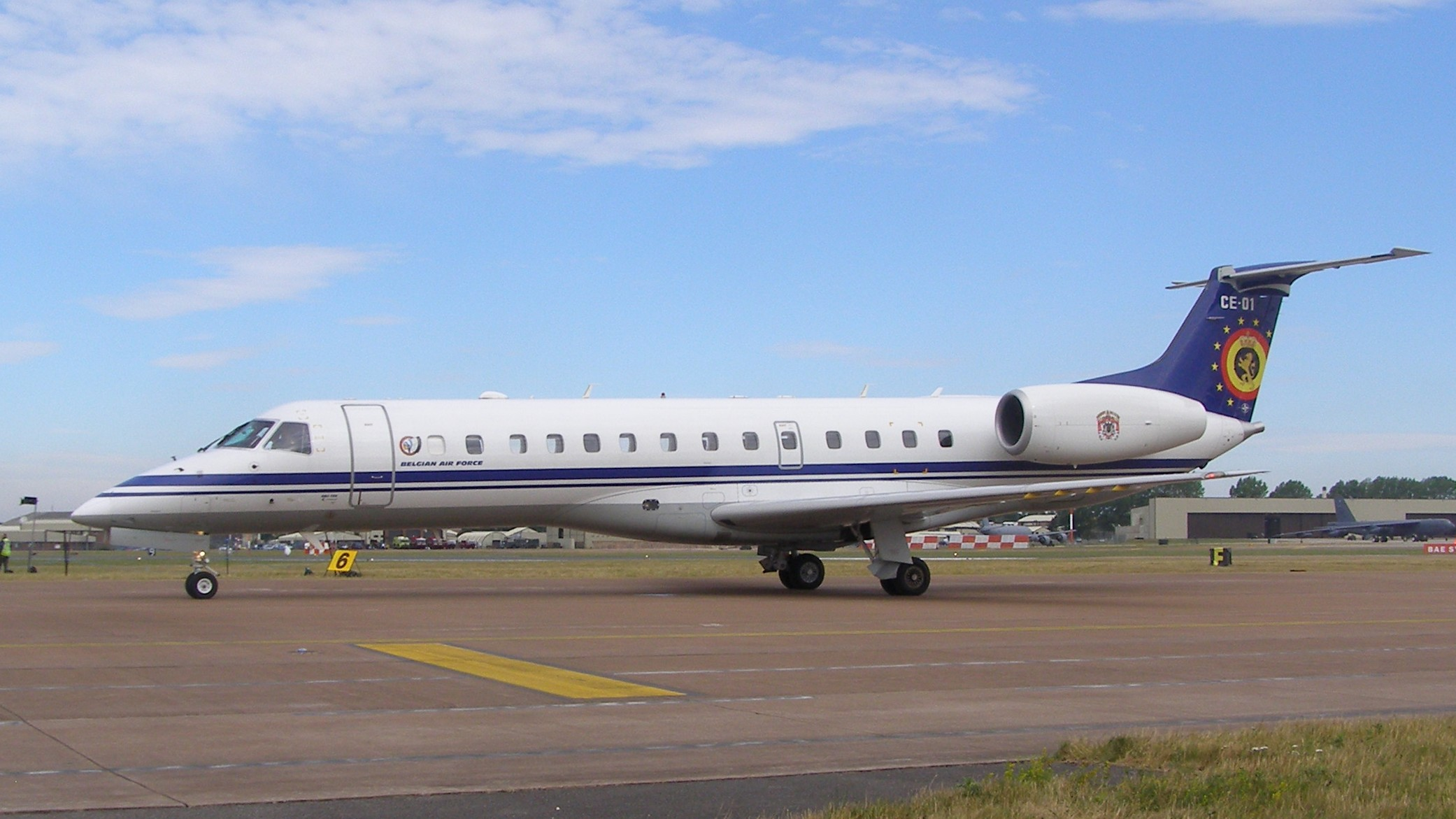
Belgische ERJ-135LR, 2010

Angola
 Belgien
 Brasilien
 Ecuador
 Griechenland
 Indien
 Kolumbien
 Mexiko
 Panama
 Thailand
 Gruppe Wagner

## Technische Daten
| Kenngröße                      | Embraer ERJ 135                                                | Embraer ERJ 140                                                | Embraer ERJ 145 LR/XR                                                        | Embraer Legacy 500                                 | Embraer Legacy 600                                           |
| ------------------------------ | -------------------------------------------------------------- | -------------------------------------------------------------- | ---------------------------------------------------------------------------- | -------------------------------------------------- | ------------------------------------------------------------ |
| Passagiere                     | 37                                                             | 44                                                             | 48–50                                                                        | 8                                                  | 16                                                           |
| Länge                          | 26,3 m                                                         | 28,5 m                                                         | 29,9 m                                                                       | 20,52 m                                            | 26,33 m                                                      |
| Spannweite                     | 20,00 m                                                        | 20,00 m                                                        | 20,20 m                                                                      | 20,25 m                                            | 21,17 m                                                      |
| Rumpfhöhe                      | 1,82 m                                                         | 1,82 m                                                         | 1,82 m                                                                       | 1,82 m                                             | 1,82 m                                                       |
| Höhe                           | 6,8 m                                                          | 6,8 m                                                          | 6,5 m                                                                        | 6,74 m                                             | 6,76 m                                                       |
| max. Startmasse                | 22.500 kg                                                      | 21.100 kg                                                      | 21.900 kg                                                                    | k. A.                                              | 22.500 kg                                                    |
| Reisegeschwindigkeit           | 850 km/h                                                       | 850 km/h                                                       | 850 km/h                                                                     | 850 km/h                                           | 850 km/h                                                     |
| Reichweite (mit max. Zuladung) | 3241 km                                                        | 3056 km                                                        | XR: 3700 km, LR: 2800 km                                                     | 5556 km                                            | 6019 km                                                      |
| Antrieb                        | zwei Turbofans Rolls-Royce/Allison AE3007A1/3 (mit je 33,2 kN) | zwei Turbofans Rolls-Royce/Allison AE3007A1/3 (mit je 33,2 kN) | zwei Turbofans Rolls-Royce/Allison AE3007A1/3 (mit je LR: 36,3, XR: 38,9 kN) | zwei Turbofans Honeywell HTF7500E (mit je 31,7 kN) | zwei Turbofans Rolls-Royce Allison AE 3007A (mit je 33,0 kN) |